# Florence (South Carolina)
Florence is een plaats (city) in de Amerikaanse staat South Carolina, en valt bestuurlijk gezien onder Florence County.

## Demografie
Bij de volkstelling in 2000 werd het aantal inwoners vastgesteld op 30.248.
In 2006 is het aantal inwoners door het United States Census Bureau geschat op 31.284, een stijging van 1036 (3.4%).

## Geografie
Volgens het United States Census Bureau beslaat de plaats een oppervlakte van
45,9 km², waarvan 45,8 km² land en 0,1 km² water.

## Geboren
- Trey Lorenz (1969), zanger

## Plaatsen in de nabije omgeving
De onderstaande figuur toont nabijgelegen plaatsen in een straal van 28 km rond Florence.